# Tomentella
Tomentella — рід грибів родини Thelephoraceae. Назва вперше опублікована 1874 року.